# Urara Island
Urara Island ist eine kleine, der Küste Neubritanniens vor der Ataliklikun Bay vorgelagerte Insel, die zur Provinz East New Britain von Papua-Neuguinea gehört.